# Георги Блажев
Георги Блажев е български телевизионен редактор, писател и телевизионен водещ.

## Биография
Георги Блажев е роден на 20 юни 1987 г. Работи като автор в българските версии на списанията „Плейбой“, „Максим“ и „Менс хелт“. Работил е като телевизионен редактор в предаванията „Стани богат“, „Фермата“ и „Мастършеф“.
Автор е в проекта „Пощенска кутия за приказки“. През 2017 г. излиза книгата му „Произход на видовете“. През 2019 г. има премиера спектакълът му „Мило, блъснах колата“. През 2021 г. излиза втората му книга „И заживели обидено“.  
От 7 септември 2020 г. е част от панелистите в предаването на Нова телевизия „На кафе“.